# Yuliana Lizarazo
Yuliana Lizarazo (Cúcuta, Colombia, 23 de mayo de 1993) es una tenista profesional de Colombia. Hace parte del equipo colombiano de la Fed Cup.
Es la jugadora colombiana más joven en lograr ingresar al ranking de la WTA con 14 años.

## Títulos WTA (1; 0+1)

### Dobles (1)
| Leyenda              |
| -------------------- |
| Grand Slam (0)       |
| Juegos Olímpicos (0) |
| WTA Finals (0)       |
| WTA 1000 (0)         |
| WTA 500 (0)          |
| WTA 250 (1)          |

| N.º | Fecha              | Torneo    | Superficie | Pareja              | Oponentes en la final               | Resultado        |
| --- | ------------------ | --------- | ---------- | ------------------- | ----------------------------------- | ---------------- |
| 1.  | 5 de marzo de 2023 | Monterrey | Dura       | María Paulina Pérez | Kimberly Birrell Fernanda Contreras | 6-3, 5-7, [10-5] |

## Títulos WTA 125s

### Dobles (0–3)
| Resultado | N.º | Fecha                    | Torneos      | Superficie    | Pareja              | Oponentes                                      | Resultado   |
| --------- | --- | ------------------------ | ------------ | ------------- | ------------------- | ---------------------------------------------- | ----------- |
| Finalista | 1.  | 19 de agosto de 2023     | Barranquilla | Dura          | María Paulina Pérez | Valentini Grammatikopoulou Despina Papamichail | 6-7(2), 5-7 |
| Finalista | 2.  | 20 de septiembre de 2023 | Liubliana    | Tierra batida | Freya Christie      | Amina Anshba Quinn Gleason                     | 3-6, 4-6    |
| Finalista | 3.  | 9 de diciembre de 2023   | Montevideo   | Tierra batida | Freya Christie      | María Carlé Julia Riera                        | 6-7(5), 5-7 |

## Finales Circuito ITF

### Finales Individuales
| Resultado | No. | Fecha                    | Torneo                      | Superficie | Oponente en la final   | Resultado en la final |
| Finalista | 1.  | 7 de noviembre de 2009   | Bogotá, Colombia            | Arcilla    | Andrea Koch-Benvenuto  | 56–7, 4–6             |
| Ganadora  | 2.  | 6 de noviembre de 2010   | Bogotá, Colombia            | Arcilla    | Nataly Yoo             | 6–1, 7–61             |
| Finalista | 3.  | 24 de enero de 2011      | Bucaramanga, Colombia       | Arcilla    | Aleksandrina Naydenova | 1–6, 2–6              |
| Ganadora  | 4.  | 8 de mayo de 2011        | Wiesbaden, Germany          | Arcilla    | Marcella Koek          | 6-1, 7-6 1            |
| Finalista | 5.  | 28 de julio de 2012      | Viserba, Italia             | Arcilla    | Gioia Barbieri         | 4-6, 4-6              |
| Ganadora  | 6.  | 4 de agosto de 2012      | Gardone Val Trompia, Italia | Arcilla    | Catalina Pella         | 7-5-, 3-6, 6-4        |
| Finalista | 7.  | 22 de septiembre de 2012 | Bogotá, Colombia            | Arcilla    | Cecilia Costa Melgar   | 6-1-, 3-6, 4-6        |
| Ganadora  | 8.  | 12 de mayo de 2014       | Pula, Italia                | Arcilla    | Tess Sugnaux           | 6-2-, 6-1             |
| Ganadora  | .   | 7 de julio de 2014       | Turín, Italia               | Arcilla    | Alice Matteucci        | 7-6-, 6-3             |

### Finales Dobles
| Resultado  | No. | Fecha                    | Torneo                           | Superficie | Pareja                 | Oponentes en la final                           | Resultado en la final |
| Finalistas | 1.  | 13 de septiembre de 2008 | Bogotá, Colombia                 | Arcilla    | Aleksandrina Naydenova | Viky Núñez Fuentes Paula Catalina Robles García | 3–6, 4–6              |
| Finalistas | 2.  | 6 de noviembre de 2009   | Bogotá, Colombia                 | Arcilla    | Paula Zabala           | Karen Emilia Castiblanco Andrea Koch-Benvenuto  | 3–6, 1–6              |
| Ganadoras  | 3.  | 5 de noviembre de 2010   | Bogotá, Colombia                 | Arcilla    | Adriana Pérez          | Karen Emilia Castiblanco Andrea Koch-Benvenuto  | 6–2, 7–65             |
| Ganadoras  | 4.  | 17 de septiembre de 2012 | Bogotá, Colombia                 | Arcilla    | Laura Pigossi          | Blair Shankle Laura Ucros                       | 6–2, 6-2              |
| Finalistas | 5.  | 2 de diciembre de 2012   | Duino-Aurisina, Italia           | Dura       | Anastasia Grymalska    | Claudia Giovine Alice Matteucci                 | 6–7 (7) 1–6           |
| Ganadoras  | 6.  | 25 de enero de 2014      | Tinajo, España                   | Arcilla    | Deborah Chiesa         | Arabela Fernández Rabener Elise Mertens         | 6–2, 3–6, [13–11]     |
| Ganadoras  | 7.  | 24 de febrero de 2014    | Palma Nova, España               | Arcilla    | Alexandra Nancarrow    | Anna Katalina Alzate Esmurzaeva Natalija Kostić | 6–3, 6–4              |
| Ganadoras  | 8.  | 17 de marzo de 2014      | Santa Margherita di Pula, Italia | Arcilla    | Alexandra Nancarrow    | Alice Matteucci Despina Papamichail             | 6–3, 4–6, [11–9]      |
| Ganadoras  | 9.  | 12 de mayo de 2014       | Pula, Italia                     | Arcilla    | Alice Matteucci        | Carla Lucero Francesca Segarelli                | 6–1 7–5               |
| Ganadoras  | 10. | 7 de julio de 2014       | Turin, Italia                    | Arcilla    | Alice Matteucci        | Georgia Brescia Lisa Sabino                     | 6–3 6–2               |